# 増上慢
増上慢（ぞうじょうまん）とは、仏教でいまだ悟りを得ていないのに得たと思念して高ぶった慢心のこと。
四慢（増上・卑下・我・邪）の1つ、また七慢（慢・過・慢過・我・増上・卑劣・邪）の1つ。すなわち自己の価値をそれ以上に見ることをいう。また俗にいう自惚れに相当する。
倶舎論巻19には、「いまだ証得せざる殊勝の徳の中において已（すで）に証得すると謂（い）うを、増上慢と名づく」とある。また法華経の方便品第2では、釈迦が法華経以前に説いた教えは仮の教え(導入部)だったとして、これから真実の仏法(本題＝題目)を説こうとしたところ、5000人の増上慢の比丘が「それならば聞く必要はない」としてその座を立って去ったとある。これを五千起去（ごせん・ききょ、きこ）という。